# Лос Серапиос (Мухика)
Лос Серапиос (шп. Los Serapios) насеље је у Мексику у савезној држави Мичоакан у општини Мухика. Насеље се налази на надморској висини од 231 м.

## Становништво
Према подацима из 2010. године у насељу је живело 11 становника.

### Хронологија
| Година       | 2000         | 2005        | 2010 |
| ------------ | ------------ | ----------- | ---- |
| Становништво | 61 (35 / 26) | 19 (8 / 11) | 11   |

### Попис
| # | Индикатор                     | Вредност |
| - | ----------------------------- | -------- |
| 1 | Укупно домаћинстава           | 1        |
| 2 | Укупно насељених домаћинстава | 1        |
| 3 | Величина локације             | 1        |